# 폭스 맥클라우드
폭스 맥클라우드(일본어: フォックス・マクラウド, 영어: Fox McCloud)는 비디오 게임 캐릭터로, 닌텐도에서 만든 스타폭스 시리즈의 주인공이다. 미야모토 시게루와 이마무라 타카야가 만들고 디자인한 캐릭터다.
용병 유격대인 스타폭스 팀의 리더로, 전투기 아윙을 조종한다.
스매시브라더스 시리즈에도 첫 작품부터 꾸준히 출연하고 있다.